# ダグラス 2229
ダグラス 2229
提案の概略図
- 用途：超音速輸送機
- 設計者：ダグラス・エアクラフト アメリカ合衆国
- 製造者：
- 生産数：0
- 運用状況：キャンセル

ダグラス 2229（英語: Douglas 2229）は、ダグラス・エアクラフトが独自研究で開始し、提案されたアメリカの超音速輸送機(SST)。ダグラスは1950年代後半からSSTの概念を検討していた。設計は、コックピット周辺のモックアップや全体的レイアウトの風洞模型まで進んだが、ダグラスは設計を検討した結果、SSTは経済的に機能しないと結論付け、1963年の国家超音速輸送（英語: National Supersonic Transport(NST)）プログラムへ2229を提案することを断念した。最終的にNSTプログラムはボーイング2707案に決定している。

### 関連する開発
- ボーイング2707